# 大庭誠介
大庭 誠介（おおば せいすけ、1948年11月16日 - ）は、静岡県出身の歯科医・ラリードライバー。

## 略歴
日本大学歯学部を卒業し、浜松市に自身の歯科医院を経営している。
大学在学中からラリーを始め、1979年から1993年までADVAN PIAA ラリーチームに所属。全日本ラリー選手権(JRC)、世界ラリー選手権(WRC)、RACラリー（現ウェールズ・ラリーGB）、ラリージャパンなどに参戦した。
1993年で一旦ラリードライバーから引退するも、1998年に現役復帰。
2005年には、全日本ラリー選手権2輪駆動Cクラスで年間チャンピオンを獲得。2008年に現役を引退。
2009年より2013年まで、自身のプライベーター参戦体制のREPSOL-ADVAN-RALLY TEAMを改変する形で「REPSOL-ADVAN RALLY HELP-SERVICE（のちにREPSOL ADVAN HELP SERVICEに名称変更）」を立ち上げ、全日本ラリー選手権に参戦するプライベーターの中で、サービス体制が準備できないエントラントたちのためにサービスを行う。このHELP-SERVICEの活動により、第五回JRCAアワードを受賞する。
かねてから還暦になったらウェールズラリーに参戦したいと公言していたとおり、2013年のラリー北海道から現役に復帰し、2013年・2014年のウェールズ・ラリーGBにフォード・フィエスタR2で参戦するもリタイヤに終わる。
趣味はヨット。ヨットレースにも参戦し、2000年7月国内有数のヨットレース“第41回鳥羽パールレース”でIMSクラス総合優勝をする。。